# シルヴィア・キエーザ
シルヴィア・キエーザ（イタリア語: Silvia Chiesa, 1966年3月6日 - ）は、イタリアのチェロ奏者。
ミラノ出身。6歳の頃からチェロを始め、アントニオ・ポカテッラに師事。その後ミラノ音楽院でロッコ・フィリッピーニの薫陶を受け、1985年に音楽院を卒業した。さらに、アントニオ・ヤニグロやマリオ・ブルネロのマスター・クラスを受講。1997年から2002年までトリオ・イタリアーノのチェリストを務めた。1998年にバービカン・センターでベートーヴェンの三重協奏曲のチェロ・パートを弾いてソリストとしてデビューした。
夫は指揮者のダニエレ・ガッティ。